# Nordlig dvärgbågmossa
Nordlig dvärgbågmossa (Pseudoleskeella tectorum) är en bladmossart som beskrevs av Kindberg och Brotherus 1907. Enligt Catalogue of Life ingår Nordlig dvärgbågmossa i släktet dvärgbågmossor och familjen Leskeaceae, men enligt Dyntaxa är tillhörigheten istället släktet dvärgbågmossor och familjen Leskeaceae. Arten är reproducerande i Sverige. Inga underarter finns listade i Catalogue of Life.